# Équipe d'Érythrée féminine de football
Cet article traite de l'équipe féminine. Pour l'équipe masculine, voir Équipe d'Érythrée de football.
Maillots
L'équipe d'Érythrée féminine de football est l'équipe nationale qui représente l'Érythrée dans les compétitions internationales de football féminin. Elle est gérée par la Fédération d'Érythrée de football.
L'Érythrée joue son premier match officiel le 10 août 2002 à Asmara contre la Tanzanie (défaite 2-3) dans le cadre des qualifications pour le Championnat d'Afrique de football féminin 2002. La sélection n'a jamais participé à une phase finale de compétition majeure de football féminin, à savoir le Championnat d'Afrique de football féminin, la Coupe du monde et les Jeux olympiques.